# 林大钦
林大欽（1511年—1545年），字敬夫，號東莆先生，小名大茂，廣東潮州府海陽縣東莆都（今潮州市潮安區金石鎮）人，祖籍福建興化府莆田縣，明代狀元。

## 生平
幼時嗜學，師從葉蓁，12歲時喜讀蘇洵的《嘉佑集》。嘉靖十年（1531年），中廣東鄉試第六名舉人。嘉靖十一年（1532年）中壬辰科會試第五十九名，殿試一甲一名進士（狀元）。授翰林院修撰。一年後以母老致仕，講學家鄉。嘉靖十九年（1540年）母逝，哀毁逾禮，嘉靖二十四年（1545年）葬母於桑浦山之麓，八月十二日於歸途中以酒色亡。葬於桑浦山後潮安縣東山湖畔（林大钦墓）。著有《東莆先生文集》。

## 轶事
- 明世宗御贈詩一首狀元林大欽領[來源請求]

林姓富貴勝中華，三狀四眼六探花。

五會七解八宰相，九尚十世作行家。

進士三百腰金帶，舉人一千帽烏紗。

貢監生員難屈指，州府縣城水堆沙。

- 林大钦穿红木屐、吃鸡头而考上状元的经历演变为潮汕地区的“出花园”风俗。

## 家族
曾祖林山；祖父林𤪔；父林烏。母劉氏。慈侍下。